# Cité des Écoles
Cité des Écoles är en gata i Quartier du Père-Lachaise i Paris tjugonde arrondissement. Gatan är uppkallad efter en närbelägen skola (franska: école). Cité des Écoles börjar vid Rue Orfila 13 och slutar vid Rue Villiers-de-l'Isle-Adam 28.

## Omgivningar
- Notre-Dame-de-la-Croix de Ménilmontant
- Notre-Dame-de-Lourdes
- Impasse Cordon-Boussard
- Impasse Orfila

## Bilder
| - Gatuskylt. - Notre-Dame-de-la-Croix de Ménilmontant. - Notre-Dame-de-Lourdes. |

## Kommunikationer
- Tunnelbana – linjerna   – Gambetta
- Busshållplats Villiers de l'Isle-Adam – Paris bussnät

### Webbkällor
- ”Cité des Écoles”. Mairie de Paris. https://web.archive.org/web/20160303212327/http://www.v2asp.paris.fr/commun/v2asp/v2/nomenclature_voies/Voieactu/3128.nom.htm. Läst 1 februari 2024.
- ”Cité des Écoles (20ème arrondissement)”. Les rues de Paris. https://web.archive.org/web/20160409050207/http://www.parisrues.com/rues20/paris-20-cite-des-ecoles.html. Läst 1 februari 2024.